# Teatergalleriet

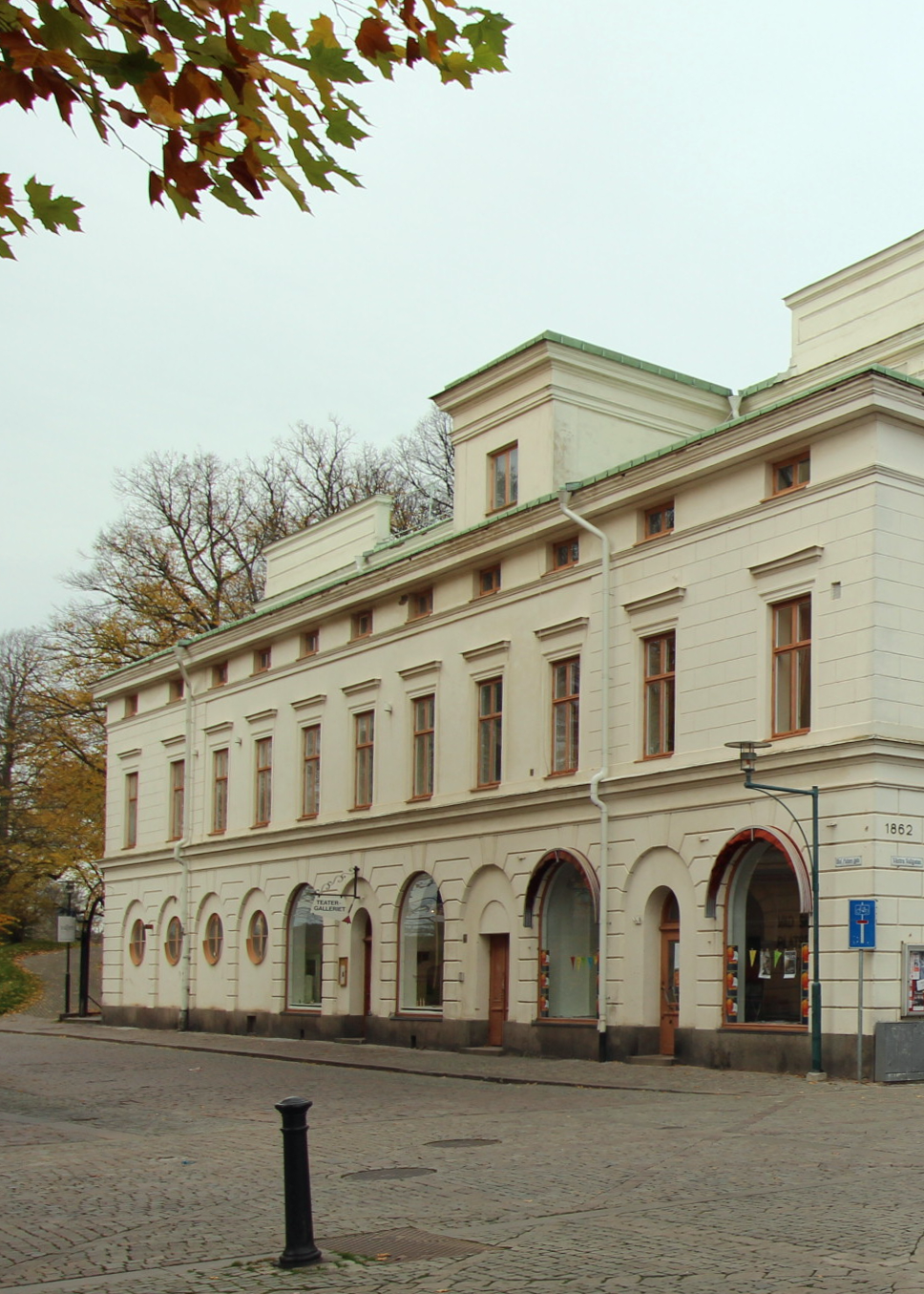
Teatergalleriet 2014.

Teatergalleriet är ett konstgalleri i Kalmar. Galleriet är beläget på Olof Palmes gata 1, på Kalmar teaters sydöstra sida, och drivs ideellt av Föreningen Teatergalleriet, bildad 1984.